# El Dolmador
El Dolmador és una muntanya de 2.111 metres que es troba al municipi de Farrera, a la comarca del Pallars Sobirà.